# Bright Star
Pour plus de détails, voir Fiche technique et Distribution.
Bright Star, ou Mon amour au Québec, est un film franco-américano-britannico-australien réalisé par Jane Campion, sorti en mai 2009 lors de sa présentation en sélection officielle au festival de Cannes 2009.
Le titre vient d'un poème de John Keats dont la première phrase est « Bright star, would I were steadfast as thou art » (« Astre Brillant ! puissé-je, immobile comme tu l'es… », traduction de Paul Gallimard) qu'il a composé alors qu'il était avec Fanny Brawne. Il s'agit de l'adaptation de l’œuvre Keats, sorti en janvier 1998 et écrit par Andrew Motion. Écrit par Jane Campion et interprété par Ben Whishaw et Abbie Cornish, le film retrace une partie de la courte vie du poète John Keats, et sa relation avec la jeune Fanny Brawne.

## Synopsis
En 1818 à Hampstead, John Keats jeune poète de 23 ans, méconnu du grand public et très pauvre, devient voisin de la jeune Fanny Brawne. Leur premier contact est assez froid, et on ne leur trouve pas de point commun. En effet, M. Keats trouve Mlle Brawne élégante, cette dernière étant une couturière très douée, mais également très effrontée dans son rapport à l’autre. Elle ne s’intéresse aucunement à la littérature, alors que Keats connaît par cœur chaque vers et chaque paragraphe des récits littéraires de son époque.
Contre toute attente, c’est la maladie dont est atteint le jeune frère de M. Keats, Tom, qui va les rapprocher. Fanny est très affectée par le mal dont est atteint Tom et par le mal être de John face à son impuissance. Elle offre régulièrement des objets confectionnés par ses soins à Tom, et demande souvent de ses nouvelles à John. Celui-ci est très touché par l’attitude de Fanny, et il accepte alors de lui enseigner la poésie, à sa demande.
Au fur et à mesure de leurs entrevues, ils se découvrent mutuellement. Fanny, par sa curiosité presque enfantine, attire l’attention de John, qui est fasciné par la nature humaine. Lui, par sa grande sensibilité au monde qui l’entoure, en particulier à la nature, amène Fanny à lui porter un attachement singulier. Les deux jeunes gens découvrent de nouvelles sensations et de nouveaux sentiments, tout en s’éduquant l’un l’autre. Fanny amène John à réfléchir plus amplement sur le monde extérieur, à le voir sous un angle différent, et John pousse Fanny à s’ouvrir à la littérature et la poésie, qui sont des miroirs du monde.
Ils tombent amoureux l’un de l’autre, et il s’ensuit une passion sans limite, malgré les nombreux obstacles qui surviennent. Mais un dernier obstacle pourrait bien tout anéantir, alors que l’on découvre la maladie de John. Il est atteint de la tuberculose, et il n’a pas les moyens de se soigner correctement. Il meurt à Rome le 24 février 1821, à l'âge de 25 ans. 
John Keats sera reconnu, de manière posthume, comme l'un des plus grands poètes de son siècle. L'épitaphe gravée sur son tombeau en est l'exemple : « Ici repose celui dont le nom était écrit dans l'eau ».

## Fiche technique
- Titre original et français : Bright Star
- Titre québécois : Mon amour
- Réalisation : Jane Campion
- Scénario : Jane Campion, d'après Keats de Andrew Motion
- Musique : Mark Bradshaw (en)
- Décors : Janet Patterson
- Photographie : Greig Fraser
- Son : John Midgley
- Montage : Alexandre De Franceschi
- Direction artistique : David Hindle
- Costumes : Janet Patterson
- Production : Jan Chapman
- Sociétés de production : ScreenAustralia, BBC Films, UKFC
- Sociétés de distribution : Pathé Distribution
- Budget : 8 500 000 $
- Pays de production :  Royaume-Uni,  États-Unis,  Australie,  France
- Langue originale : anglais
- Format : couleur - 35 mm - 2,35:1 (Vistavision) - Son Dolby numérique
- Genre : biographique, drame
- Durée : 120 minutes
- Dates de sortie :
  - États-Unis : 10 septembre 2009 (Festival de Toronto)
  - Pays-Bas : 24 octobre 2009
  - Royaume-Uni : 18 septembre 2009
  - Australie : 26 décembre 2009
  - France, Belgique : 6 janvier 2010

## Distribution

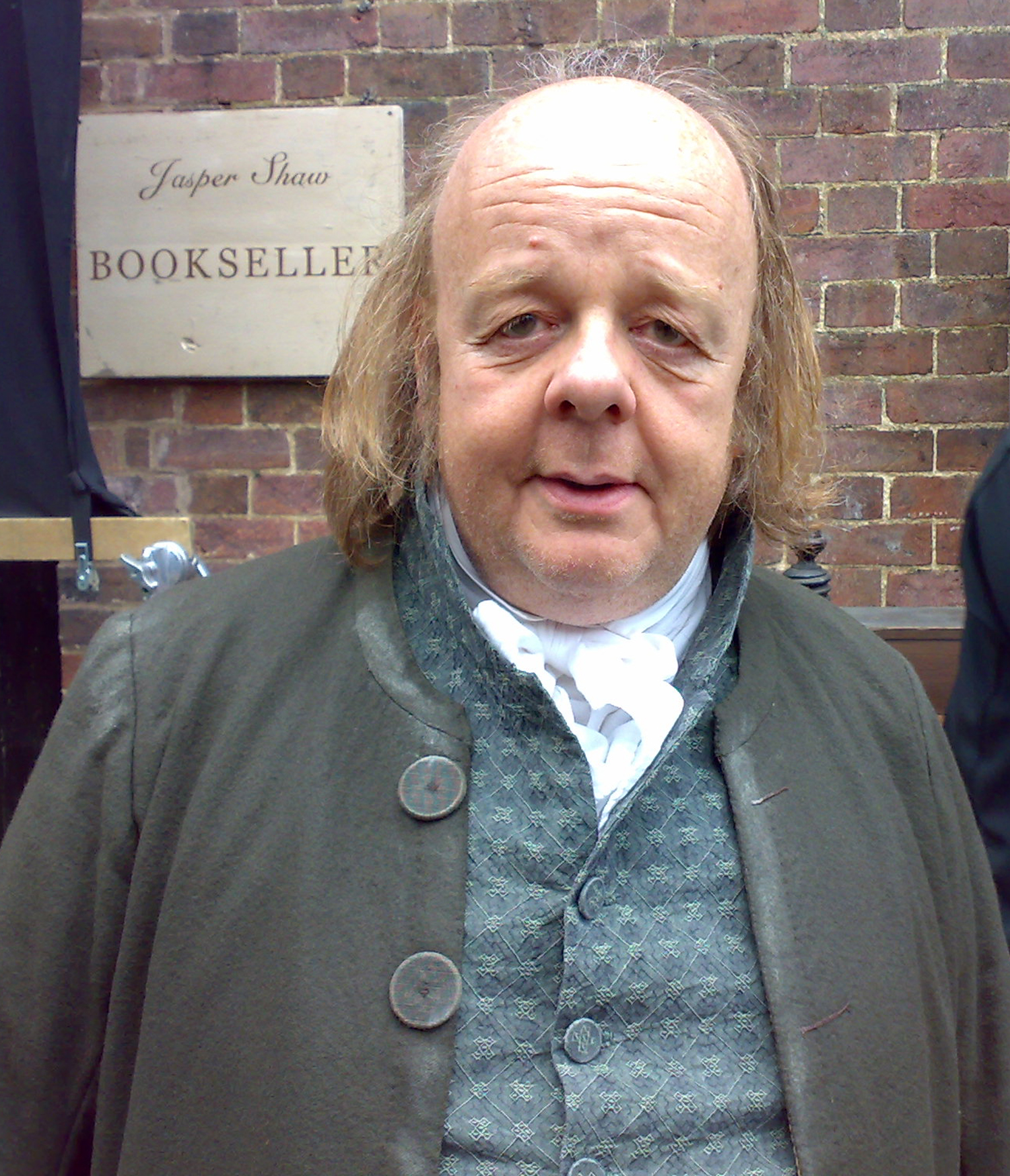
Roger Ashton-Griffiths dans son costume durant le tournage du film.

Légende : VF = Version Française et VQ = Version Québécoise
- Ben Whishaw (VF : Jean-Christophe Dollé et VQ : Nicolas Charbonneaux-Collombet) : John Keats
- Abbie Cornish (VF : Noémie Orphelin et VQ : Éveline Gélinas) : Fanny Brawne
- Thomas Sangster (VF : Maxime Nivet et VQ : François-Nicolas Dolan) : Samuel Brawne
- Paul Schneider (VF : Sébastien Desjours et VQ : Louis-Philippe Dandenault) : Charles Armitage Brown
- Kerry Fox (VF : Sylvie Genty et VQ : Marie-Andrée Corneille) : Mrs. Brawne
- Edie Martin (VQ : Gabrielle Thouin) : Toots Brawne
- Roger Ashton-Griffiths : Jasper Shaw, le boutiquier
- Samuel Barnett (VF : Antoine Schoumsky) : Joseph Severn
- Antonia Campbell-Hughes (VF : Marie Tirmont) : Abigail O'Donaghue
- Samuel Roukin (VF : Anatole de Bodinat et VQ : Benoît Rousseau) : John Reynolds
- Claudie Blakley : Maria Dilke
- Gerard Monaco : Charles Dilke
- Olly Alexander (VQ : Renaud Paradis) : Tom Keats
- Jonathan Aris (VQ : François Trudel) : Leigh Hunt
- Amanda Hale : sœur de Reynolds
- Lucinda Raikes : sœur de Reynolds
- François Testory : le maître à danser
- Theresa Watson : Charlotte
- Vincent Franklin : le Docteur Bree
- Eileen Davis : Madame Bentley
- Sally Reeve : la propriétaire
- Sebastian Armesto : Monsieur Haslam
- Adrian Schiller : Monsieur Thompson
- Lucas Motion : le prétendant au bal
- Sam Gaukroger : Messenger Boy
- Joyia Fitch : Dilke Maid
- Will Garthwaite : Human Orchestra

## Production

### Musique
- Adagio de la Sérénade « Gran Partita » K. 361 (1781), écrit par Wolfgang Amadeus Mozart et arrangé par Mark Bradshaw (en).
- The Sussex Waltz, K536 No.2 (Trio) (1788), écrit par Wolfgang Amadeus Mozart et tiré de l’album Regency Ballroom English Country Dance Music from the Era of Jane Austen, modifiée et interprétée par Spare Parts, Bill Matthiesen, Liz Stell, Eric Buddington.
- Scotch Reel and Bonnie Highland Laddie (1816), écrit par Thomas Wilson et tiré de l’album Regency Ballroom English Country Dance Music from the Era of Jane Austen, modifiée et interprétée par Spare Parts, Bill Matthiesen, Liz Stell, Eric Buddington.

## Accueil

### Accueil critique
Sur l'agrégateur américain Rotten Tomatoes, le film récolte 83 % d'opinions favorables pour 175 critiques. Sur Metacritic, il obtient une note moyenne de 81⁄100 pour 34 critiques.
En France, le site Allociné propose une note moyenne de 4,2⁄5 à partir de l'interprétation de critiques provenant de 23 titres de presse.
Cahiers du cinéma : « La bonne surprise de Bright Star ne vient pas simplement de ce retour aux sources mais du traitement réservé à la relation amoureuse [...] À première vue, Bright Star est un film lisse, presque froid, élégant, impeccable dans son maintien, vertueux. [...] Mais la grande idée du film est que la passion secrète passera en contrebande par la lumière ».
Le Figaroscope : « Jane Campion filme le trouble, le désir, la passion, la douleur comme personne, avec grâce et retenue, sans jamais aucune affectation. Elle nous offre un pur et grand moment de poésie, rythmé par les vers enflammés de Keats qui nous ensorcellent, ou par une nature sublime et changeante au fil des saisons. Un film ultraromanesque, beau, émouvant et bouleversant, illuminé par deux acteurs qui irradient : Abbie Cornish et Ben Whishaw. Un chef-d'œuvre absolu [...] ».

### Box-office
| Pays ou région | Box-office      | Date d'arrêt du box-office | Nombre de semaines |
| -------------- | --------------- | -------------------------- | ------------------ |
| France         | 313 982 entrées | 9 février 2010             | 5                  |
| États-Unis     | 2 409 304 $     | 18 octobre 2009            | 4                  |

## Distinctions

### Récompenses
- 2009 : British Independent Film Awards de la meilleure photographie (Greig Fraser)
- 2009 : Alliance of Women Film Journalists du plus beau film et de la meilleure scénariste (Jane Campion)
- 2009 : Women Film Critics Circle Awards 2009 : Best Actress (Abbie Cornish)
- 2010 : National Society of Film Critics Awards du meilleur acteur dans un second rôle (Paul Schneider), en compétition avec (Christoph Waltz) pour (Inglourious Basterds)
- 2010 : Australian Film Institute : AFI Award Best Cinematography (Greig Fraser), AFI Award Best Production Design & Best Costume Design (Janett Patterson)
- 2011 : CinEuphoria Awards (es) : Best Actress - Audience Award (Abbie Cornish), Best Costume Design - International Competition (Janet Patterson), Top Ten of the Year - International Competition (Jane Campion)
- 2011 : Australian Cinematographers Society : Cinématographe de l’année (Greig Fraser)

### Nominations
- 2009 : Festival de Cannes : Palme d’Or, Prix du Jury, Grand Prix, Prix de la mise en scène, Prix du Jury Œcuménique, Prix de la Jeunesse, Prix François-Chalais
- 2009 : Women Film Critics Circle Awards : Best Movie by a Woman (Jane Campion)
- 2009 : Rencontres Internationales du Cinéma des Antipodes : Film de clôture dans Bright Star
- 2009 : Festival du film de Heartland : Truly Moving Sound Award (Jane Campion)
- 2009 : Satellite Award du meilleur film dramatique
- 2009 : Satellite Award de la meilleure actrice (drame) (Abbie Cornish)
- 2009 : Satellite Award du meilleur réalisateur (Jane Campion)
- 2009 : Satellite Award du meilleur scénario original (Jane Campion)
- 2009 : British Independent Film Awards de la meilleure actrice (Abbie Cornish)
- 2009 : British Independent Film Awards de la meilleure actrice dans un second rôle (Kerry Fox)
- 2009 : British Independent Film Awards du meilleur réalisateur (Jane Campion)
- 2010 : Critics Choice Award des meilleurs costumes
- 2010 : Oscar de la meilleure création de costumes
- 2011 : César du meilleur film étranger